# U-1205
Unterseeboot 1205 foi um submarino alemão do Tipo VIIC, pertencente a Kriegsmarine que atuou durante a Segunda Guerra Mundial.

## Comandantes
| Comandante            | Data                                   |
| --------------------- | -------------------------------------- |
| Kptlt. Hermann Zander | 2 de março de 1944 - 3 de maio de 1945 |

## Subordinação
Durante o seu tempo de serviço, esteve subordinado às seguintes flotilhas:
| Período                                     | Flotilha                                 |
| ------------------------------------------- | ---------------------------------------- |
| 2 de março de 1944 - 30 de setembro de 1944 | 8. Unterseebootsflottille (treinamento)  |
| 1 de outubro de 1944 - 3 de maio de 1945    | 33. Unterseebootsflottille (treinamento) |